# ۱ جمادی‌الثانی
۱ جمادی‌الثانی، اولین روز از ماه جمادی‌الثانی در تقویم هجری قمری است.
در تقویم هجری قمری قراردادی این روز صد و چهل‌و‌نهمین روز سال است.

## درگذشتگان
- ۳۷۹ - ابوبکر زبیدی، زبان‌شناس برجستهٔ عربی اندلسی.